# Herb Reykjavíku

Herb Reykjavíku

Herb Reykjavíku – jeden z symboli miejskich Reykjavíku. W polu niebieskim dwa srebrne pale ("słupki tronowe") na trzech srebrnych falach(trzech pasach zębatych). Herb przyjęty został przez Radę Miejską Reykjavíku 14 maja 1957 roku. Autorem projektu herbu był Halldór Pétursson.
Godło herbu nawiązuje do historii pierwszego osadnika, Ingolfura Arnarsona, który, wyruszając na kolonizację nowych ziem, zabrał z ojczystej Norwegii także wysokie krzesło, symbol domostwa i wysokiego statusu właściciela. Według legendarnej opowieści Ingólfur, zbliżając się na swoim statku do wybrzeża, miał wyrzucić do wody "słupki tronowe", które stanowiły część tzw. krzesła wikinga. Wiking miał się osiedlić w tym miejscu, gdzie woda wyrzuciła słupki na brzeg.